# Jiří Havlis

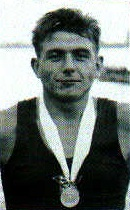
Jiří Havlis

Jiří Havlis (* 16. November 1932 in Majdalena; † 31. Januar 2010) war ein tschechoslowakischer Ruderer. 
Bei den Olympischen Spielen 1952 siegte der tschechoslowakische Vierer mit Steuermann mit Karel Mejta senior, Jiří Havlis, Jan Jindra, Stanislav Lusk und Steuermann Miroslav Koranda im dritten Vorlauf mit fünf Sekunden Vorsprung auf die Norweger. Das erste Halbfinale gewannen die US-Ruderer, im zweiten Halbfinale siegten die Tschechoslowaken mit sieben Zehntelsekunden Vorsprung vor dem Schweizer Boot. Für das Finale qualifiziert waren die USA und die Tschechoslowakei als Sieger der Halbfinalläufe sowie Finnen, Schweizer und Briten als Sieger der Hoffnungsläufe. im Finale siegten die Tschechoslowaken mit drei Sekunden Vorsprung vor den Schweizern und dem US-Boot, die Briten und die Finnen kamen nicht in die Medaillenränge.
Bei den Ruder-Europameisterschaften 1953 gewannen die Tschechoslowaken Gold mit der gleichen Besetzung vor den Booten aus der Sowjetunion und der Schweiz. Mit Radomir Plsek für Koranda erruderte der tschechoslowakische Vierer bei den 
Ruder-Europameisterschaften 1954 Bronze hinter dem sowjetischen Boot und den Dänen.